# Овчинников, Реджинальд Васильевич
Реджинальд Васи́льевич Овчи́нников (27 марта 1926 года, Ишим, Тюменская область — 2 августа 2008 года, Москва) — советский и российский историк, специалист по истории политического и социального развития России в XVIII—XIX веках, по Пугачёвскому восстанию и его отражению в произведениях А. С. Пушкина. Доктор исторических наук.

## Биография
Окончил историческое отделение Московского историко-архивного института в 1952 году. Работал в Центральном Государственном архиве древних актов. Кандидат исторических наук (1965, диссертация «Архивные разыскания А. С. Пушкина по истории восстания Е. И. Пугачёва»). С 1965 года работал преподавателем кафедры археографии в Московском историко-архивном институте.
В 1971 году перешёл на работу старшим научным сотрудником в Институте истории СССР (Институт российской истории РАН), где проработал более 30 лет. В 1981 году защитил диссертацию «Манифесты и указы Е. И. Пугачёва: источниковедческое исследование» на соискание степени доктора исторических наук. Автор более 200 научных публикаций, посвящённых Крестьянской войне 1773—1775 годов, автор источниковедческих исследований и составитель сборников документов, посвященных Крестьянской войне 1773—1775 годов: «Документы ставки Е. И. Пугачева повстанческих властей и учреждений. 1773—1774 гг.» (1975), «Манифесты и указы Е. И. Пугачева» (1980), «Следствие и суд над Е. И. Пугачевым и его сподвижниками» (1995), «Емельян Пугачёв на следствии» (1997) и многих других.
Другой важной и заметной темой в работе стали исследования источников произведений Пушкина, посвященных восстанию Пугачёва: «Пушкин в работе над архивными документами („История Пугачева“)» (1969), «Над „пугачевскими“ страницами Пушкина» (1981), «За пушкинской строкой» (1988), «Оренбургская Пушкинская Энциклопедия» (1997), «По страницам исторической прозы А. С. Пушкина» (2002). Подготовил комментарии в 20-томном издании сочинений А. С. Пушкина ИРЛИ РАН, касающиеся пугачёвской тематики в творчестве поэта.
Соавтор «Советской исторической энциклопедии» (1961—1976).
Похоронен в Москве на Преображенском кладбище.

## Основные работы
- Крестьянская война под предводительством Е. И. Пугачёва / Овчинников Р. В. // Кварнер — Конгур. — М. : Советская энциклопедия, 1973. — (Большая советская энциклопедия : [в 30 т.] / гл. ред.  А. М. Прохоров ; 1969—1978, т. 12).
- Овчинников Р. В. Пушкин в работе над архивными документами («История Пугачева»). — Л.: Наука, 1969. — 274 с.
- Овчинников Р. В. Манифесты и указы Е. И. Пугачева. — М.: Наука, 1980. — 280 с. — 5550 экз.
- Овчинников Р. В. Над «Пугачевскими» страницами Пушкина. — М.: Наука, 1981. — 160 с. — (Страницы истории нашей Родины). — 200 000 экз. (2-е изд. 1985)
- Овчинников Р. В. За пушкинской строкой.— Челябинск: ЮУКИ, 1988. — 206 с. — 5000 экз.
- Овчинников Р. В., Большаков Л. Н. Оренбургская Пушкинская энциклопедия. — Оренбург: Димур, 1997. — 520 с. — ISBN 5-7689-0036-5.
- Аксёнов А. И., Овчинников Р. В., Прохоров М. Ф. Документы ставки Е. И. Пугачева, повстанческих властей и учреждений / отв. ред. Р. В. Овчинников. — М.: Наука, 1975. — 524 с. — 6600 экз.
- Сост. Овчинников Р. В., Светенко А. С.. Емельян Пугачёв на следствии. Сборник документов и материалов. — Москва: Языки русской культуры, 1997. — 464 с. — 2000 экз.
- Овчинников Р. В., Гвоздикова И. М. и др. Крестьянская война 1773—1775 гг. на территории Башкирии. Сборник документов. — Уфа: Башкирское книжное издательство, 1975. — 496 с.
- Овчинников Р. В. Следствие и суд над Е.И. Пугачевым и его сподвижниками. — М.: Российская академия наук, Ин-т российской истории, 1995. — 272 с. — 500 экз.